# 钟力生
钟力生（1937年9月—2009年9月24日），男，湖南醴陵人，中华人民共和国政治人物，曾任河南省人大常委会副主任，第九届全国人大代表。